# 豊橋技術科学大学
豊橋技術科学大学（とよはしぎじゅつかがくだいがく、英語: Toyohashi University of Technology、公用語表記: 豊橋技術科学大学）は、愛知県豊橋市天伯町雲雀ヶ丘1-1に本部を置く日本の国立大学。1976年創立、1976年大学設置。大学の略称は技科大、豊技大、TUT、Toyohashi Tech。日本に2校ある「技術科学大学」の一つで、長岡技術科学大学（新潟県長岡市）と同時に設立された。

## 概要
本学は、1976年（昭和51年）10月1日、実践的な技術の開発を主眼とした教育研究を行う、大学院に重点を置いた工学系の大学として、高等専門学校卒業生を主たる対象とする新構想の下に設立された。
大学院への進学を前提にしている。また、高等専門学校（高専）等からの3年次編入生が8割近くを占める（通常の国立大学への入学方法（センター試験および二次試験）で入学する学生の割合は1割以下である）のが特徴である。4年計画（学部4年）ではなく6年計画（学部4年、修士2年）また高専からの編入生を対象にした4年計画（学部2年、修士2年）でカリキュラムを組んでいる。4年次には約2ヶ月間の実務訓練（インターンシップ）が必修となっている。また学部定員と大学院定員がほぼ同じ人数になっている。実際に卒業生の8割以上が大学院へ進学する。
グローバルCOEプログラムや研究大学強化促進事業の採択、企業と連携した実務訓練、技術経営（MOT）等、産学連携活動や研究活動が活発に行われている。近年の人手不足を背景に豊橋市の地元企業から相談を受け、外壁点検用ロボットの「NOBORIN（ノボリン）」や「LEeCH（リーチ）」などの開発にも成功している。なお、キャンパスは背面が緩く逆傾斜する階段状の「逆ケスタ」地形である天伯原台地上に立地する。
2001年6月の経済財政諮問会議で文部科学省が提出した「大学(国立大学)の構造改革の方針」を受け、2002年9月に名古屋大学は評議会で豊橋技術科学大学と統合を前提とした協議の開始を決定したこと、および豊橋技術科学大学は静岡大学と浜松医科大学にも統合を要請したとの報道があった。2008年2月18日の名古屋大学役員会では「豊橋技術科学大学との再編・統合に関する協議について」が議題に挙がったが、名古屋大学と豊橋技術科学大学との統合は実現しなかった。なお、静岡大学とは東海イノベーションネットワークを構成するとともに、2023年4月には包括連携に関する協定書を締結した。

### 教育
2010年度から学内再編成を機に二期制（前期、後期）、5時間授業（1コマ90分）となった。それまでは、一学期、二学期、三学期）を採用しており、1日の授業数は6時間授業（1コマ75分）となっていた。
課外活動ではロボコン同好会が大学ロボットコンテストの全国大会NHK大学ロボコンで、大会最多の9回優勝している。また2023年にカンボジアで開催された世界大会であるABUロボコンにて初優勝を果たした。

## 沿革
- 1974年4月11日：昭和49年度予算で技術科学大学院（仮称）の愛知県豊橋市への設置が決定。
- 1976年
  - 5月25日：国立学校設置法の一部を改正する法律（昭和51年法律第26号）の施行により、豊橋技術科学大学の新設公布。
  - 10月1日：豊橋技術科学大学開学。
- 1977年4月18日：工学部にエネルギー工学課程、生産システム工学課程、電気・電子工学課程、情報工学課程、物質工学課程、建設工学課程を設置。
- 1978年4月24日：第1回入学式。
- 1980年4月1日：大学院工学研究科修士課程を設立。
- 1986年4月1日：大学院工学研究科博士後期課程に材料システム工学専攻、システム情報工学専攻を設立。
- 1987年4月1日：大学院工学研究科博士後期課程に総合エネルギー工学専攻を設立。
- 1988年4月1日：工学部に知識情報工学課程を設立。
- 1991年4月1日：大学院工学研究科修士課程に知識情報工学専攻を設立。
- 1993年4月1日：工学部にエコロジー工学課程を設立。
- 1995年4月1日：大学院工学研究科博士後期課程を再編成し、機械・構造システム工学専攻、機能材料工学専攻、電子・情報工学専攻、環境・生命工学専攻を設立。
- 1996年4月1日：エネルギー工学課程／専攻を機械システム工学課程／専攻に改称。
- 1997年4月1日：大学院工学研究科修士課程にエコロジー工学専攻を設立。
- 2000年2月1日：修士課程英語特別コース受け入れ開始。
- 2004年4月1日：国立大学法人豊橋技術科学大学を設立。
- 2010年
  - 4月1日：学内再編成により、機械工学課程／専攻、電気・電子情報工学課程／専攻、情報・知能工学課程／専攻、環境・生命工学課程／専攻、建築・都市システム学課程／専攻を設立。
  - 10月1日：エレクトロニクス先端融合研究所（EIIRIS）を設置。
- 2012年4月1日：大学院工学研究科博士後期課程を再編し、機械工学専攻、電気・電子情報工学専攻、情報・知能工学専攻、環境・生命工学専攻、建築・都市システム学専攻を設立。

## 基礎データ

### 所在地、アクセス
- 豊橋技術科学大学キャンパス（愛知県豊橋市天伯町雲雀ヶ丘1-1）

豊橋の中心市街地から南に離れた郊外に、広大なキャンパスを持つ。大きな駐車場がいくつか存在し、大学としては珍しく自家用自動車での通学を全面許可している。キャンパスに直行する公共交通機関として案内されているのは、豊橋駅前発着の豊鉄バス（豊橋科技大線）のみである。直線距離で豊橋駅より近いJR二川駅および豊橋鉄道渥美線芦原駅とは相当歩くことになる。

## 組織

### 工学部・大学院工学研究科
学部は工学部、大学院は工学研究科のみ。2010年4月に学部と大学院博士前期（修士）課程、2012年4月に大学院博士後期課程の学内再編成があり、5つの課程・専攻と総合教育院が設置されコース制が導入された。
機械工学課程／専攻（1系）
- 機械・システムデザインコース
- 材料・生産加工コース
- システム制御・ロボットコース
- 環境・エネルギーコース

電気・電子情報工学課程／専攻（2系）
- 材料エレクトロニクスコース
- 機能電気システムコース
- 集積電子システムコース
- 情報通信システムコース

情報・知能工学課程／専攻（3系）
- 情報工学コース
- 知能情報システムコース

応用化学・生命工学課程／専攻（4系）
- 応用化学コース
- 生命工学コース

建築・都市システム学課程／専攻（5系）
- 建築コース
- 社会基盤コース

### 旧課程・旧専攻（修士課程）
第3年次編入学については、2012年度編入学者より新課程による募集（2011年度編入学は旧課程による募集）
- 機械システム工学課程／専攻（一系）… 平成19年度JABEE認定

- 生産システム工学課程／専攻（二系）… 平成17年度JABEE認定

- 電気・電子工学課程／専攻（三系）… 平成18年度JABEE認定

- 情報工学課程／専攻（四系）… 平成18年度JABEE認定

- 物質工学課程／専攻（五系）… 平成18年度JABEE認定

- 建設工学課程／専攻（六系）… 平成18年度JABEE認定

- 知識情報工学課程／専攻（七系）…平成19年度JABEE認定

- エコロジー工学課程／専攻（八系）…（平成20年度JABEE認定予定）

- ※人文、社会工学系（九系）

各課程・各専攻における専門教育。人文・社会・自然科学・外国語・体育等の諸分野にわたる一般教育。
（この学系は学生の受け入れは行われていない）

### 旧博士後期課程
2012年度大学院博士後期課程再編以前の入学者の専攻。（2012年度入学者より新専攻による募集）
- 機械・構造システム工学専攻
- 機能材料工学専攻
- 電子・情報工学専攻
- 環境・生命工学専攻

### 教員組織
- 機械工学系[注釈 1]
- 電気・電子情報工学系[注釈 2]
- 情報・知能工学系[注釈 3]
- 環境・生命工学系[注釈 4]
- 建築・都市システム学系[注釈 5]
- 総合教育院[注釈 6]
各課程・各専攻における人文・社会・自然科学・外国語・体育等の諸分野にわたる一般教育、留学生に対する日本語・日本文化の教育を担当する。

### 附属機関

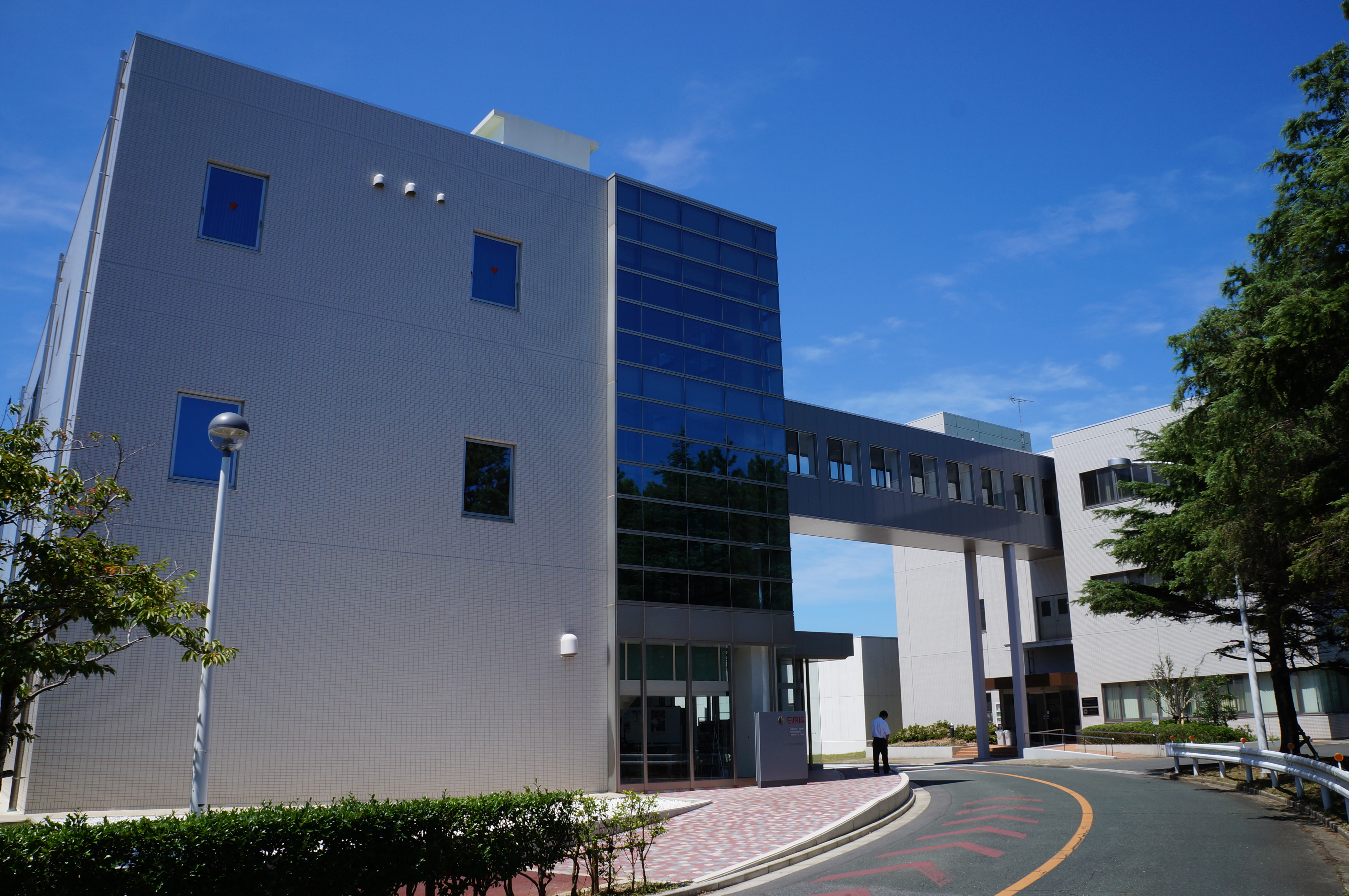
エレクトロニクス先端融合研究所（EIIRIS、写真左）とベンチャー・ビジネス・ラボラトリー

エレクトロニクス先端融合研究所 (EIIRIS)
2010年10月に設立された。研究部門（先端センシング領域、ブレイン情報テクノロジー領域、バイオ・グリーンテクノロジー領域、先端材料計測領域）、研究支援・人材育成部門、および以下の附属研究施設からなる。
- ベンチャー・ビジネス・ラボラトリー
- インキュベーション施設

共同利用教育研究施設
- 国際協力研究センター
- 国際交流センター
- 国際教育センター
- 研究基盤センター
- 未来ビークルシティリサーチセンター
- 安全安心地域共創リサーチセンター
- 先端農業・バイオリサーチセンター
- 人間・ロボット共生リサーチセンター
- 情報メディア基盤センター
- 健康支援センター

附属図書館

## 研究・教育プロジェクト
- テーラーメイド・バトンゾーン教育プログラム
  - 平成22年度にスタートした大学院博士前期・後期課程向けの教育プログラム。企業経営者（トップ）らとディスカッションする機会を設けるなど、研究能力のみならず経営センスを持ち、社会や企業を牽引できるリーダー育成を行う。
- グローバルCOEプログラム
  - 平成19年度 インテリジェントセンシングのフロンティア
- 21世紀COEプログラム
  - 平成14年度 インテリジェントヒューマンセンシング
  - 平成14年度 未来社会の生態恒常性工学
- 特色ある大学教育支援プログラム（特色GP）
  - 平成15年度 社会のダイナミズムに連動する高等技術教育（実務訓練制度）
- 現代的教育ニーズ取組支援プログラム（現代GP）
  - 平成16年度 地域協働型工房教育プログラム

## JABEE認定
2005年度に生産システム工学課程が、2006年度には電気電子工学課程、情報工学課程、物質工学課程、建設工学課程が、2007年度には機械システム工学課程、知識情報工学課程がJABEE認定を受けた。

## 施設

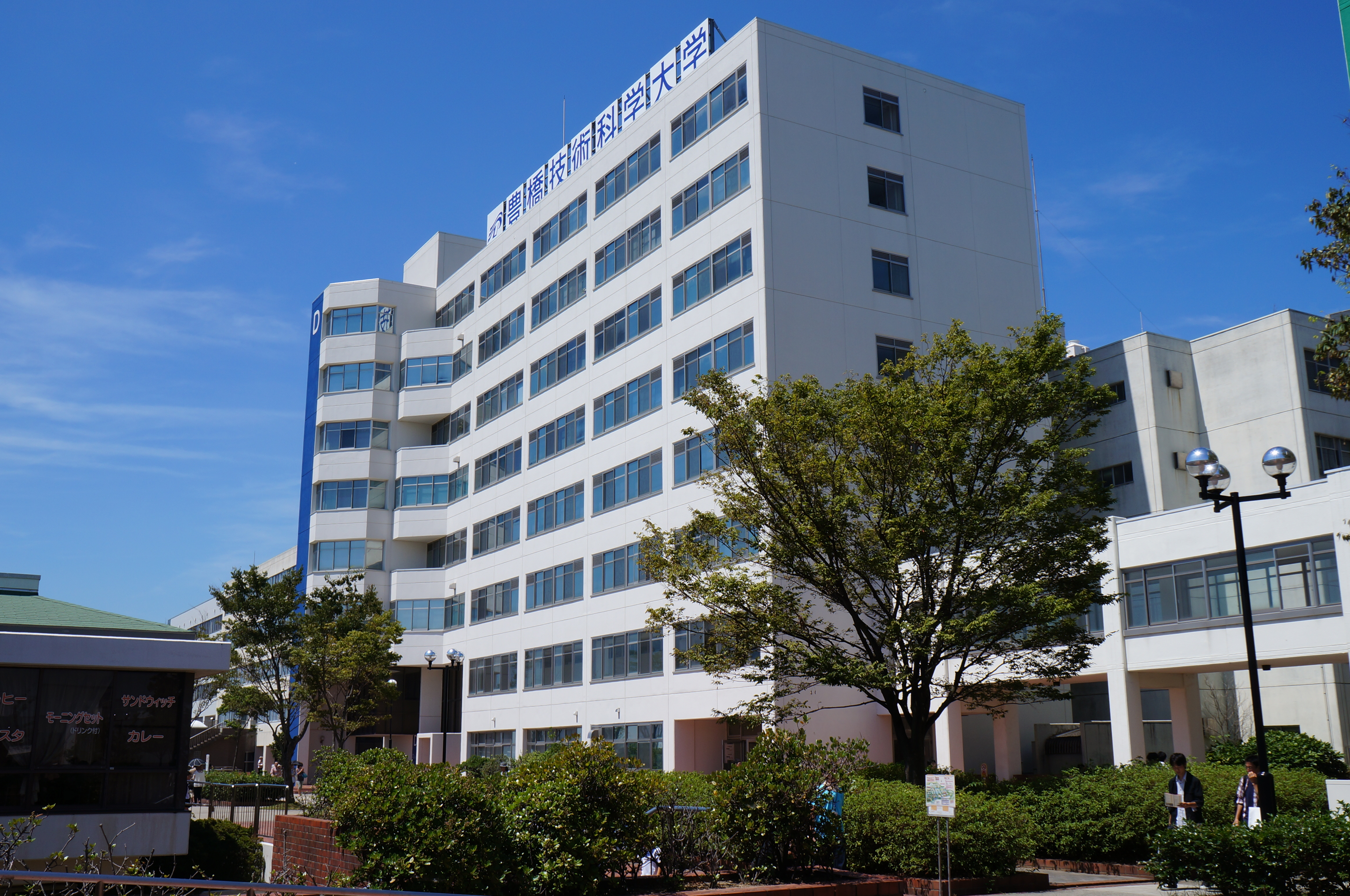
D研究棟

### 教育・研究実験施設
A講義棟群（レッド）
- 講義棟、ホール

B研究棟群（イエロー）
- 環境・生命工学系（旧 物質工学系）、総合教育院（旧 人文・社会工学系）、教務棟、学生課、入試課、国際交流課

C研究棟群（グリーン）
- 電気・電子情報工学系（旧 電気・電子工学系）、情報・知能工学系（旧 情報工学系）

D研究棟群（ブルー）
- 機械工学系（旧 機械システム工学系、旧 生産システム工学系）、建築・都市システム学系（旧 建設システム工学系）、研究協力課

E研実験群（オレンジ、ホワイト）
- 低層実験棟

F研究棟（バイオレット）
- 情報・知能工学系（旧 知識情報工学系）、工学教育国際協力研究センター (ICCEED)

G研究棟（グレイ）
- 環境・生命工学系（旧 エコロジー工学系）

先端融合施設群
- エレクトロニクス先端融合研究所 (EIIRIS)、ベンチャー・ビジネス・ラボラトリー (VBL)、固体機能デバイス研究施設

福利施設
- 食堂、売店、ひばりラウンジ、学生交流会館

事務局
- 総務課、会計課、研究協力課、施設環境課

附属図書館
- 教務課（図書・情報グループ）

### 学生寮・宿泊施設
豊橋技科大には6棟の学生宿舎（学生寮）、非常勤講師等宿泊施設、短期滞在研究者用宿泊施設がある。
学生宿舎（学生寮）
- A - D棟（学部男子学生、留学生含む）（A,B棟：竣工1977年、C,D棟：竣工1979年）
- E棟（大学院男子学生、留学生含む）
- F棟（学部・大学院女子学生、大学院男子学生）

研究者（短期滞在）宿泊施設
- ヴィレッジ天伯

非常勤講師等宿泊施設
- ひばり荘

## 対外関係

### 国内の教育・研究機関との連携

#### 長岡技科大、高専との連携
長岡技術科学大学（新潟県長岡市）および国立高等専門学校機構で連携協定を2013年に締結している。

#### 東海地区産学連携大学コンソーシアム
東海地方の国立5大学（豊橋技科大のほか名古屋大学、名古屋工業大学、岐阜大学、三重大学）で組織。教職員や博士研究員、学生、卒業生による起業を支援するTongali（Tokai Network for Grobal Leading Innovators）に取り組んでいる。

#### 半導体分野での東工大・広島大との連携
半導体分野での人材育成のため東京工業大学、広島大学と単位互換覚書を2024年1月1日付で締結した。

### 国際交流
グローバル工学教育推進機構（IGNITE）が担っており、マレーシアにペナン校（TUT-USM Penang）を持つ。世界各地の90以上の大学と協定を結んでいる（2019年5月1日時点）。

### 産学・地域連携
企業などとの共同・受託研究制度のほか、産学官連携を担う研究推進アドミニストレーションセンター、地域貢献や社会人教育などを担う社会連携推進センターを設けている。社会連携推進センターは豊橋中心市街地にある豊橋市まちなか活性課事務所内にサテライト・オフィスを持つ。

#### 大学発スタートアップ
澤田和明教授が開発した嗅覚センサーの事業化をめざすアロマビットシリコンセンサテクノロジー（神奈川県川崎市）が、豊橋技科大発スタートアップ1号として2019年に認定された。